# Cratere Littrow
Littrow è un cratere lunare di 28,52 km situato nella parte nord-orientale della faccia visibile della Luna.